# Житное (Сумская область)
Житное (укр. Житне) — село,
Николаевский сельский совет,
Роменский район,
Сумская область,
Украина.
Код КОАТУУ — 5924186403. Население по переписи 2001 года составляло 638 человек .

## Географическое положение
Село Житное находится на правом берегу реки Ромен,
выше по течению на расстоянии в 1 км расположено село Погребы,
ниже по течению на расстоянии в 2 км расположен город Ромны,
на противоположном берегу — село Николаевка.
На расстоянии в 1 км расположены сёла Овлаши и Московщина.
Рядом проходит железная дорога, станция Житное.
Территория села находится в зоне лесостепи. 
В селе есть пруд, называемый «Коваливка».

## Историческая справка
- Основано казаками и свободными поселенцами приблизительно в 1703—1710 годах[источник не указан 4382 дня]. Название села происходит от большого урожая жита собранного первыми жителями села.
- Школа в селе появилась в 1914 году[источник не указан 4382 дня].

## Экономика
- Пилорама.
- Зернохранилище.
- Ферма.

## Объекты социальной сферы
- Школа.
- Фельдшерско-акушерский пункт.
- Библиотека.
- Музей.

## Транспорт
- До села от Ромны ходит автобус № 8, также можно доехать на пригородных поездах.

## Известные люди
- Ляшенко, Лука Иванович (1898—1976) — украинский советский писатель, сценарист, кинорежиссёр, актёр.
- Прокопенко, Георгий Николаевич — лётчик.

## Достопримечательности
- В посёлке находятся памятник погибшим воинам ВОВ и памятник Герою Советского Союза, лётчику Прокопенко Георгию Николаевичу. В его честь названа одна из улиц посёлка.